# Résolution 101 du Conseil de sécurité des Nations unies
Membres permanents
- Chine (Taïwan)
- États-Unis
- France
- Royaume-Uni
- URSS

Membres non permanents
- Chili
- Colombie
- Danemark
- Grèce
- Libye
- Pakistan

Résolution no 100 Résolution no 102
La résolution 101 du Conseil de sécurité des Nations unies est une résolution du Conseil de sécurité des Nations unies adoptée le 24 novembre 1953.
Cette résolution, la troisième de l'année 1953, relative à la question de la Palestine et plus particulièrement au massacre de Qibya.
La résolution a été adoptée par 9 voix pour avec 2 abstentions.
Les abstentions sont celles du Liban et de l'Union des républiques socialistes soviétiques.

## Texte
- Résolution 101 sur fr.wikisource.org
- Résolution 101 sur en.wikisource.org